# عصوية ذهبية مولدة للإندول
عصوية ذهبية مولدة للإندول (الاسم العلمي: Chryseobacterium indologenes) هي نوع من البكتيريا، سلبية الغرام، تتبع جنس عصوية ذهبية.